# Bathyplectes algericus
Bathyplectes algericus är en stekelart som först beskrevs av Smits van Burgst 1913.  Bathyplectes algericus ingår i släktet Bathyplectes och familjen brokparasitsteklar. Inga underarter finns listade.